# Naturschutzgebiet Nuttlarer Schiefergruben

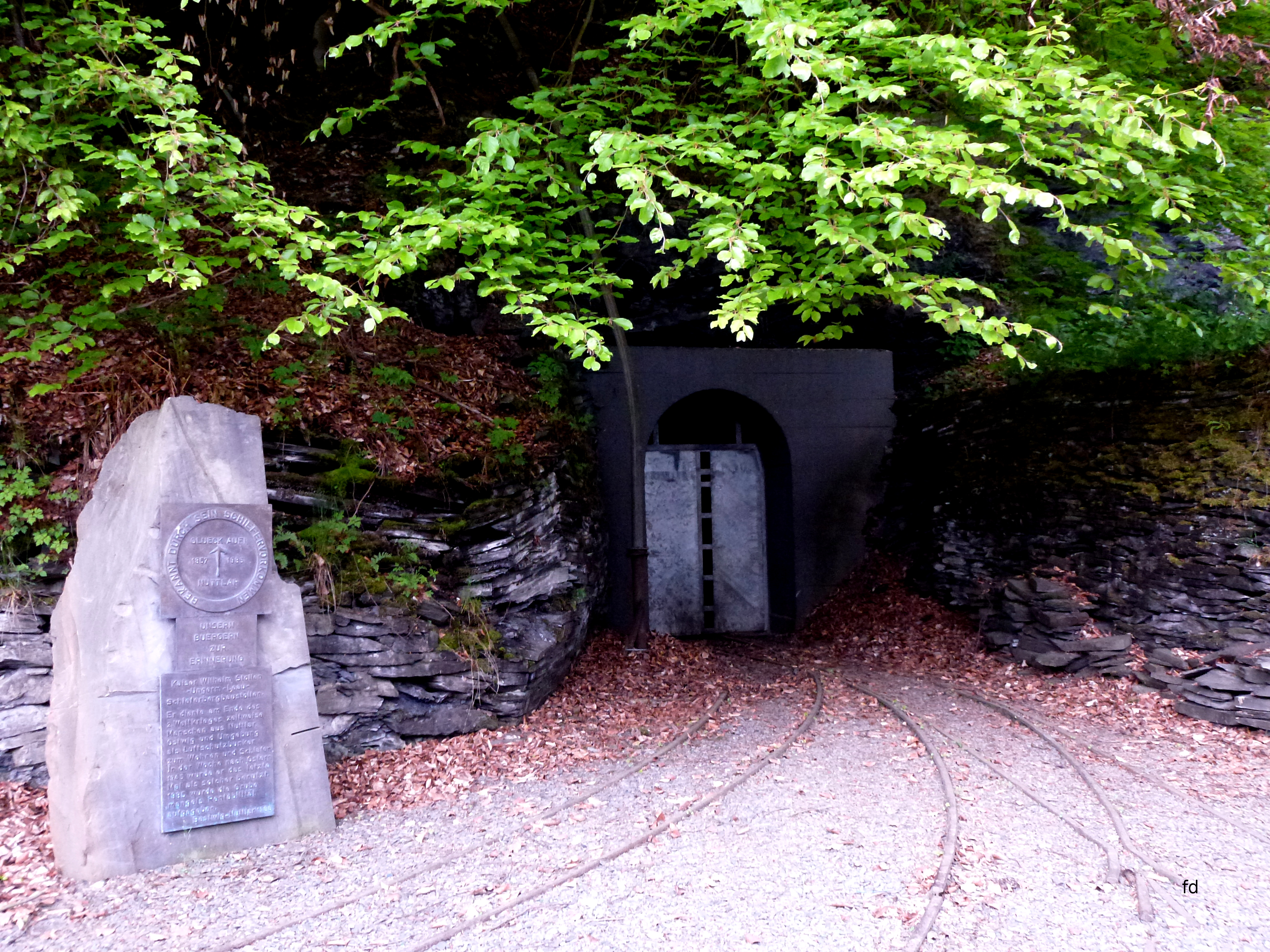
Stolleneingang zum Taucherbereich und früherer Hauptstolleneingang

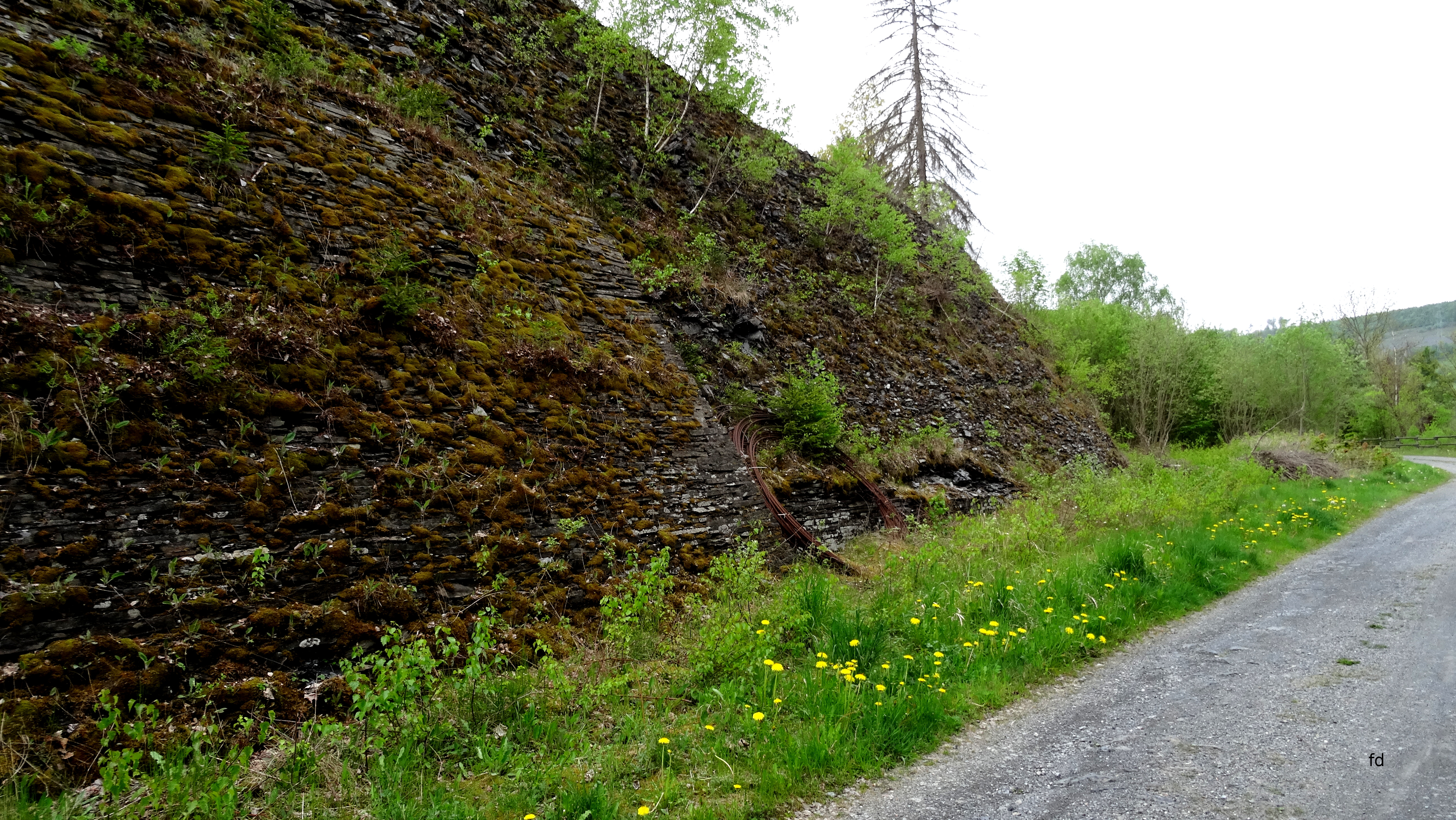
Trockenmauer als Stützmauer für die Abraumhalde

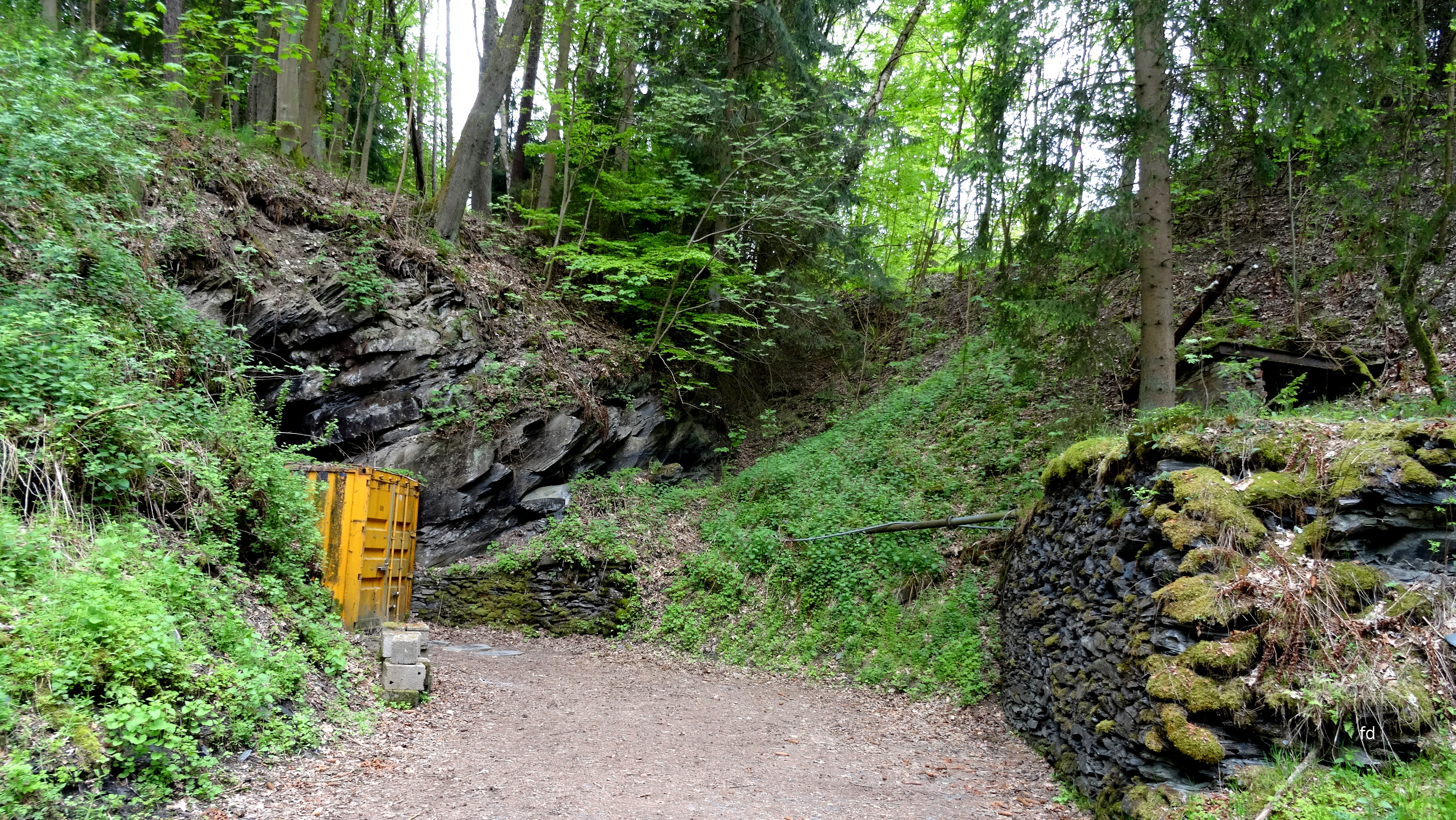
Nebeneingang

Das Naturschutzgebiet Nuttlarer Schiefergruben mit einer Größe von 1,34 ha liegt südöstlich von Nuttlar im Gemeindegebiet von Bestwig. Das Gebiet wurde 2008 mit dem Landschaftsplan Bestwig durch den Hochsauerlandkreis als Naturschutzgebiet (NSG) ausgewiesen. Das NSG stellt seit 2004 eine von zehn Teilflächen des Fauna-Flora-Habitat-Gebietes (FFH) Höhlen und Stollen bei Bestwig und Olsberg (Natura 2000-Nr. DE-4616-304) im Europäischen Schutzgebietssystem nach Natura 2000 dar. Das NSG besteht aus fünf Teilflächen rund um Stolleneingänge bzw. Stollenmundlöchern. Zwei Teilflächen liegen östlich der Bundesstraße 7 und drei westlich.

## Gebietsbeschreibung
Beim NSG handelt es sich um fünf Stolleneingänge der bis in die 1980er Jahre genutzte Schiefergrube Ostwig und die Stollen selbst. Auch ein kleiner Steinbruch und Halden gehören zum NSG. Die Stollen werden von Fledermäusen als Winterquartier genutzt. Es kommt im NSG u. a. Blauer Eisenhut vor.

## Schieferbergwerk
Im Schieferbergwerk begann der Abbau 1878, als der erste Stollen, der Kaiser-Wilhelm-Stollen, der Gessner & Co. aufgefahren wurde. Die Gessner & Co. erwarb in den 1850er Jahren einige kleinere Tagebaugruben und schloss sie zur Grube Ostwig zusammen. Diese war auch als Schieberbau Nuttlar bekannt. Das Bergwerk zählt zum Nuttlarer Revier.
Bis zu 200 Arbeiter bauten zeitweise Schiefer ab und waren mit der Verarbeitung zu Dach- und Plattenschiefer beschäftigt. Es entstand ein Bergwerks-Labyrinth mit kilometerlangen Gängen und riesigen Hallen auf fünf Ebenen und einer Ausdehnung von etwa 20 Kilometer. Schräge Stollen, Bremsberge genannt, verbinden die verschiedenen Sohlen und Förderstrecken untereinander.
Im Schieferbergwerk wurden etwa 70 russische Zwangsarbeitern im Zweiten Weltkrieg bis zum 29. März 1945 einsetzt. Noch heute befinden sich kyrillische Buchstaben an einer Bergwerkswand.
Nach der Insolvenz der Bergwerks 1985 wurde der Strom abgeschaltet und damit auch die Pumpen. Das Bergwerk wurde nicht von Geräten usw. geräumt. Danach lief das Bergwerk in sieben Jahren zum Teil voll Wasser. Von den fünf Abbauebenen, bzw. -Sohlen sind die unteren zwei auf einer Länge von etwa 12 km komplett geflutet. 
2013 wurde von der Dorfgemeinschaft Nuttlar e. V. mit Unterstützung von Gelder aus dem LEADER-Programm dort ein Schaubergwerk eingerichtet. Im Bergwerk gibt es Führungen am Wochenende, Untertagehochzeiten, Klangschalenmeditationen und Konzerte.
Im Bergwerk kann man Höhlentauchen. Die maximale Tauchtiefe geht bis zu 30 Meter Tiefe. Die Loren, ein Überkopflader und Werkzeuge befinden sich noch immer im unter Wasser stehenden Bereich des Bergwerks.

## Pflanzenarten im NSG
Vom Landesamt für Natur, Umwelt und Verbraucherschutz Nordrhein-Westfalen dokumentierte Pflanzenarten im Gebiet: Blauer Eisenhut, Braunstieliger Streifenfarn, Echter Wurmfarn, Eichenfarn, Gemeines Kurzbüchsenmoos, Gewöhnlicher Spindelstrauch, Gewöhnliches Ferkelkraut, Kleiner Wiesenknopf, Kleines Habichtskraut, Magerwiesen-Margerite, Oregano, Schmalblättriger Hohlzahn, Wald-Veilchen, Waldmeister, Zerbrechlicher Blasenfarn. 

## Schutzzweck
Das NSG soll das Gebiet der Schiefergruben mit ihrem Arteninventar schützen. Wie bei allen Naturschutzgebieten in Deutschland wurde in der Schutzausweisung darauf hingewiesen, dass das Gebiet „wegen der Seltenheit, besonderen Eigenart und Schönheit des Gebietes“ zum Naturschutzgebiet wurde. 
Der Landschaftsplan führt zum Schutzzweck auf: „Sicherung und Optimierung der ‚Kernzonen‘ der durch ehemaligen Schieferbergbau umgestalteten Landschaft südöstlich Nuttlar als Sekundärbiotope für gefährdete Tierartengruppen – insbes. Fledermaus-Winterquartiere – und (potenziell) Pflanzenarten; Erhaltung von landeskundlich interessanten Relikten des Schieferbergbaus als einem auf lokalen Ressourcen beruhenden Gewerbe, das die Entwicklung von Bestwig wesentlich mitbestimmt hat; Sicherung der Kohärenz und Umsetzung des europäischen Schutzgebietssystems ‚Natura 2000‘.“
Als zusätzliche Entwicklungsmaßnahme wird aufgeführt: „Die Verschlüsse der Stollenmundlöcher sind auf ihre Durchlässigkeit für gefährdete Tierarten zu überprüfen und wenn notwendig entsprechend zu verändern.“